# Campionati italiani di triathlon del 2005
I Campionati italiani di triathlon del 2005 (XVII edizione) sono stati organizzati dalla Federazione Italiana Triathlon e si sono tenuti a Sanremo in Liguria, in data 19 giugno 2005.
Tra gli uomini ha vinto Emilio D'Aquino ( Carabinieri), mentre la gara femminile è andata a Nadia Cortassa ( Fiamme Azzurre).

## Risultati

### Élite uomini
| Pos. | Atleta               | Società sportiva             | Nuoto    | Bici     | Corsa    | Totale   |
| ---- | -------------------- | ---------------------------- | -------- | -------- | -------- | -------- |
|      | Emilio D'Aquino      | Carabinieri                  | 00:17:08 | 01:08:10 | 00:32:48 | 01:58:52 |
|      | Alessandro Degasperi | L'Arcobaleno Carraro         | 00:17:53 | 01:07:22 | 00:33:08 | 01:59:13 |
|      | Danilo Brustolon     | Fiamme Oro                   | 00:17:46 | 01:07:31 | 00:33:22 | 01:59:25 |
| 4    | Claudio Oriana       | Triathlon Lecco              | 00:17:07 | 01:08:10 | 00:33:30 | 01:59:37 |
| 5    | Andrea D'Aquino      | Carabinieri                  | 00:17:04 | 01:07:13 | 00:35:04 | 02:00:00 |
| 6    | Leonardo Fiorella    | Fiamme Oro                   | 00:17:10 | 01:06:58 | 00:35:10 | 02:00:11 |
| 7    | Alessandro Bottoni   | Fiamme Azzurre               | 00:17:14 | 01:08:03 | 00:34:19 | 02:00:23 |
| 8    | Daniel Fontana       | RP Action DDS                | 00:17:17 | 01:08:00 | 00:34:48 | 02:00:53 |
| 9    | Jonathan Ciavattella | Esercito                     | 00:17:09 | 01:08:10 | 00:35:03 | 02:01:12 |
| 10   | Daniele Fiorentini   | Esercito                     | 00:17:18 | 01:07:58 | 00:35:26 | 02:01:29 |
| 11   | Fabio Guidelli       | Jhonny Triathlon             | 00:17:17 | 01:08:03 | 00:35:31 | 02:01:35 |
| 12   | Manuel Canuto        | Fiamme Oro                   | 00:17:17 | 01:08:05 | 00:35:34 | 02:01:37 |
| 13   | Alberto Casadei      | Bianchi Mes3Sports           | 00:17:18 | 01:08:00 | 00:35:29 | 02:01:40 |
| 14   | Ivan Risti           | Triathlon Lecco              | 00:17:04 | 01:08:12 | 00:36:37 | 02:02:39 |
| 15   | Fabrizio Baralla     | Jhonny Triathlon             | 00:17:18 | 01:07:57 | 00:37:11 | 02:03:19 |
| 16   | Alberto Alessandroni | Fiamme Oro                   | 00:17:12 | 01:08:28 | 00:37:27 | 02:03:35 |
| 17   | Daniel Hofer         | Carabinieri                  | 00:17:11 | 01:08:11 | 00:37:56 | 02:03:58 |
| 18   | Andrea Salzarulo     | RP Action DDS                | 00:17:11 | 01:08:08 | 00:37:56 | 02:04:05 |
| 19   | Leonardo Ballerini   | Triathlon Cremona Stradivari | 00:17:16 | 01:08:02 | 00:38:46 | 02:04:59 |
| 20   | Zeno Sempreboni      | Fumane Triathlon             | 00:17:52 | 01:07:26 | 00:39:23 | 02:05:21 |

### Élite donne
| Pos. | Atleta              | Società sportiva             | Nuoto    | Bici     | Corsa    | Totale   |
| ---- | ------------------- | ---------------------------- | -------- | -------- | -------- | -------- |
|      | Nadia Cortassa      | Fiamme Azzurre               | 00:19:01 | 01:16:30 | 00:37:03 | 02:13:33 |
|      | Manuela Ianesi      | Läufer Club Bozen            | 00:18:58 | 01:16:36 | 00:41:24 | 02:17:58 |
|      | Daniela Locarno     | Jhonny Triathlon             | 00:20:44 | 01:17:52 | 00:40:43 | 02:20:16 |
| 4    | Adelaide Cappellini | Fiamme Oro                   | 00:18:59 | 01:16:39 | 00:44:30 | 02:21:04 |
| 5    | Beatrice Lanza      | KTM Triathlon                | 00:20:44 | 01:17:47 | 00:42:36 | 02:22:04 |
| 6    | Silvia Riccò        | Fiamme Azzurre               | 00:20:48 | 01:20:01 | 00:41:01 | 02:22:47 |
| 7    | Laura Giordano      | Silca Ultralite              | 00:22:55 | 01:22:51 | 00:37:28 | 02:24:18 |
| 8    | Alice Cabianca      | Bianchi Mes3Sports           | 00:19:00 | 01:22:16 | 00:44:20 | 02:26:33 |
| 9    | Maria Pezzarossa    | Triathlon Cremona Stradivari | 00:22:08 | 01:22:03 | 00:41:47 | 02:27:09 |
| 10   | Arianna Viglino     | RP Action DDS                | 00:18:52 | 01:22:20 | 00:49:23 | 02:31:32 |
| 11   | Marta Miglioli      | CEMS Piacenza Triathlon      | 00:24:03 | 01:26:42 | 00:43:01 | 02:34:49 |
| 12   | Laura Pederzoli     | Fumane Triathlon             | 00:24:13 | 01:26:36 | 00:44:40 | 02:36:34 |
| 13   | Giovanna Albertini  | Torrino Triathlon Team       | 00:25:10 | 01:27:41 | 00:44:26 | 02:38:53 |
| 14   | Monica Ferrari      | Fumane Triathlon             | 00:27:23 | 01:25:01 | 00:45:06 | 02:39:06 |
| 15   | Elisabetta Stampi   | CUS Ferrara                  | 00:25:42 | 01:26:51 | 00:46:16 | 02:40:23 |
| 16   | Cinzia Arduzzoni    | CUS Parma Medel              | 00:27:20 | 01:27:05 | 00:44:54 | 02:40:53 |
| 17   | Elisa Petri         | CSA Gorizia                  | 00:24:47 | 01:25:47 | 00:49:44 | 02:41:36 |
| 18   | Sara Tavecchio      | Triathlon Cremona Stradivari | 00:20:44 | 01:31:06 | 00:48:55 | 02:42:00 |
| 19   | Genevieve Church    | Brass Brooks                 | 00:24:02 | 01:26:49 | 00:50:44 | 02:42:37 |
| 20   | Patrizia Dorsi      | Pro Piacenza Team            | 00:29:42 | 01:25:49 | 00:46:51 | 02:43:40 |